# 이시바시 안나
이시바시 안나(일본어: 石橋 杏奈, 1992년 7월 12일 ~ )는 일본의 배우이다.
후쿠오카현 온가군 오카가키정 출신. 호리프로 소속.

## 내력
2006년, 《제31회 호리프로 탤런트 스카우트 캐러밴》에서, 응모 총 수 3만 8224명 중 그랑프리를 수상.
2007년, 드라마 《실종 HOLIDAY》로 배우 데뷔.
2008년부터 2011년 3월까지, 잡지 《Seventeen》의 전속 모델로서 활동.

## 출연

### 드라마
- 실종 HOLIDAY (2007년 2월 ~ 3월, TV 아사히) - 주연·스가와라 나오 역
- 죽는 줄 알았다 Case10 〈돈지〉 (2007년 6월 9일, 닛폰 TV) - 주연·미즈키 역
- 수험의 신 (2007년 7월 ~ 9월, 닛폰 TV) - 와다 사오리 역
- 가족에게의 러브 레터 (2007년 8월 3일, 후지 TV) - 후쿠하라 미유키 역
- 사이토 씨 (2008년 1월 ~ 3월, 닛폰 TV) - 사쿠라이 아야코 역
- ROOKIES (2008년 4월 ~ 7월, TBS) - 호시노 아키라 역
  - ROOKIES 스페셜 (2008년 10월 4일)
- 붉은 실 (2008년 12월 ~ 2009년 2월, 후지 TV) - 타도코로 아사미 역
- 제니게바 (2009년 1월 ~ 3월, 닛폰 TV) - 노노무라 유카 역
- 소름 5~밤을 지새우는 당신에게 오싹한 이야기를 제3화 〈사고의 외부에 있는 잔혹한 기록〉 (2009년 3월 30일, 후지 TV) - 주연·준코 역
- 사루 락 Episode3 (2009년 8월 27일 ~ 9월 10일, 요미우리 TV) - 사쿠라이 아야 역
- 기네 산부인과 여자들 제2·8화 (2009년 10월 21일·12월 2일, 닛폰 TV) - 야마모토 리카코 역
- 건달군과 안경양 제6화 (2010년 5월 28일, TBS) - 미야기 준 역
- MM9-MONSTER MAGNITUDE- (2010년 7월 ~ 9월, MBS) - 주연·후지사와 사쿠라 역
- 사건 14 (2010년 10월 23일, TV 아사히) - 아이다 리사 역
- 소중한 것은 전부 네가 가르쳐 주었어 (2011년 1월 ~ 3월, 후지 TV) - 와타나베 유나 역
- 연속 TV 소설
  - 해님 제19 ~ 25주 (2011년 8월 9일 ~ 9월 23일, NHK) - 이시이 케이코 역
  - 하나코와 앤 스핀오프 스페셜 〈아사이치의 신부〉 (2014년 10월 18일, NHK BS 프리미엄) - 호리베 치즈에 역
- 아사미 미츠히코 시리즈 30 (2011년 9월 19일, TBS) - 미이쇼 소노코 역
- 요괴인간 벰 (2011년 10월 ~ 12월, 닛폰 TV) - 오가타 코하루 역
- 이상의 아들 제8 ~ 최종화 (2012년 3월 3일 ~ 17일, 닛폰 TV) - 시노다 소라 역
- 전설의 감찰의 오니구마의 사건부 (2012년 3월 5일, TBS) - 쿠마이 마미 역
- 전보일화 〈졸업〉 (2012년 3월 7일, 1924) - 주연·니노미야 하루카 역 ※Web 드라마
- 후쿠오카 연애 백서 7 〈너의 웃는 얼굴에 닿고 싶어서 (2012년 3월 24일, 큐슈 아사히 방송) - 주연·이토 유키 역
- 내가 황금을 쫓는 이유~영화 〈황금을 안고 튀어라〉 스페셜 드라마~ (2012년 10월 1일 ~ 전 5화, BeeTV) - 요시오카 토모 역 ※Web 드라마
- 레지던트~5명의 연수의 (2012년 10월 ~ 12월, TBS) - 신죠 사치 역
- 100KAIDAN 그 참습구 〈얼굴 인식〉 (2013년 2월 27일, YouTube) ※Web 드라마
- 소돔의 사과~롯을 죽인 딸들~ (2013년 3월 ~ 4월, WOWOW) - 미야무라 메구미(소녀 시절) 역
- 먹기만 할게 (2013년 7월 ~ 9월, TV 도쿄) - 야부우치 쿠미 역
- 씁쓸하고, 달콤한~희망의 차~ (2013년 10월 25일, NHK 후쿠오카) - 타케이 마유 역
- 올림픽의 몸값~1964년·여름~ (2013년 11월 30일 ~ 12월 1일, TV 아사히) - 케이코 역
- 단다린 노동기준감독관 제10 ~ 최종화 (2013년 12월 4일 ~ 11일, 닛폰 TV) - 코니시 미츠키 역
- 대공항 2013 (2013년 12월 29일, WOWOW) - 타노쿠라 마유미 역
- 로스트 데이즈 (2014년 1월 ~ 3월, 후지 TV) - 사쿠라다 미키 역
- 네즈미, 에도를 달리는 제4화 (2014년 1월 30일, NHK) - 오마츠 역
- 나의 댄디이즘 (2014년 4월 ~ 7월, TV 도쿄) - 미야모토 미나미 역
- 대하드라마 (NHK)
  - 군사 칸베에 제25 ~ 최종화 (2014년 6월 22일 ~ 12월 21일) - 린 역
  - 꽃 타오르다 제28 ~ 최종화 (2015년 7월 12일 ~ 12월 13일) - 마리 역
- 근거리 연애~Season Zero~ (2014년 7월 ~ 10월, 닛폰 TV) - 타키자와 미레이 역
- 학교의 계단 (2015년 1월 ~ 3월, 닛폰 TV) - 아소 미나미 역
- 천황의 요리사 (2015년 4월 ~ 6월, TBS) - 타카하마 미츠코 역
- 무통~진찰하는 눈~ (2015년 10월 ~ 12월, 후지 TV) - 타카시마 나미코 역
- 기묘한 이야기 '16 봄 특별편 〈꿈꾸는 기계〉 (2016년 5월 28일, 후지 TV) - 이나바 역
- 접시꽃 필 무렵에~아이즈의 결혼~ (2016년 6월 24일, 후쿠시마 중앙 TV) - 주연·타카하시 미오 역

### 영화
- 너의 친구들 (2008년, 비터즈 엔드) - 주연·이즈미 메구미 역
- 《a》symmetry 애시머트리 (2008년) - 히가시야마 미사키 역
- 붉은 실 (2008년) - 타도코로 아사미 역
- 시키소쿠 제너레이션 (2009년, 스타일 잼) - 아다치 쿄코 역
- 시간을 달리는 소녀 (2010년, 스타일 잼) - 요시야마 카즈코(1974년) 역
- 소녀 전쟁 (2011년) - 주연·리오카 역
- 만담 이야기 (2001년, 스루키토스) - 모토후지 이치코 역
- 혼전특급 (2011년, 쇼게이트) - 오쿠다 미카 역
- Paper Flower (2011년) - 주연·Asuka Sano 역
- 마이 백 페이지 (2011년) - 아타카 시게코 역
- 눈 속의 흰 토끼 (2011년) - 마유코 역
- 브루클린 교를 건너 (2011년) - 주연·오노데라 사키 역
- 헬터 스켈터 (2012년) - 본인 역
- 소름-극장판- 〈자신에게 내리덮은 악몽과 결말의 상위〉 (2012년, 클록 워크스) - 코모리 유코 역
  - 소름-극장판 2- (2014년) - 주연·야마우치 시오리 역
- 밀로크로제 (2011년, 디 라이츠) - 쿠모이/유리 역
- 영화 요괴인간 벰 (2012년, 토호) - 오가타 코하루 역
- 천년의 유락 (2013년, 와카마츠 프로덕션/스콜레) - 유키노 역
- Heart Beat~하트 비트~ (2013년) - 주연·키요 역
- 불안의 씨 (2013년) - 주연·요코 역
- 시렌과 라기 (2013년) - 미사기 역
- 양지의 그녀 (2013년, 토호/아스믹 에이스)
- 꿈길 (2013년) - 주연·미야자와 마리 역
- 버스잭 (2014년)
- L♥DK (2014년) - 미즈노 사츠키 역
- 모모세, 여기를 봐. (2014년, 스루키토스) - 칸바야시 테츠코 역
- 깨면서 꾸는 꿈 (2014년, 키노 필름즈) - 하루나 역
- 학교 괴담/주술의 영력 (2014년, 엘 티 코포레이션/프레시디오) - 시오리 역
- 22년 후의 고백 (2017년, 워너 브라더스)
- 도둑배우 (2017년)
- 빽 투 더 아이돌 (2017년)
- 링킹 러브 (2017년)
- 제멋대로 떨고 있어 (2017년)
- 나비잠 (2018년) - 안나 역
- 오늘 밤, 로맨스 극장에서 (2018년) - 요시카와 아마네 역

### 무대
- 카디건 (2010년 11월 1일 ~ 12월 5일) - 하루카 역
- 만약 네가. (2011년 4월 22일 ~ 5월 4일) - 후유모토 아사키 역
- 시렌과 라기 (2012년 4월 24일 ~ 7월 2일) - 미사기 역

## 서적

### 잡지
- Seventeen (2007년 12월 ~ 2011년 3월, 슈에이샤) - 전속 모델

### 사진집
- 이시바시 안나 사진집 《이시바시 안나》 (2011년 6월 25일, 와니 북스) ISBN 978-4-8470-4380-2
- LEAP (2014년 8월 27일, 와니 북스)
- Melia (2015년 4월 10일, 와니 북스)